# Blatnica (Turócszentmártoni járás)

A blatnicai lelet egyes darabjai

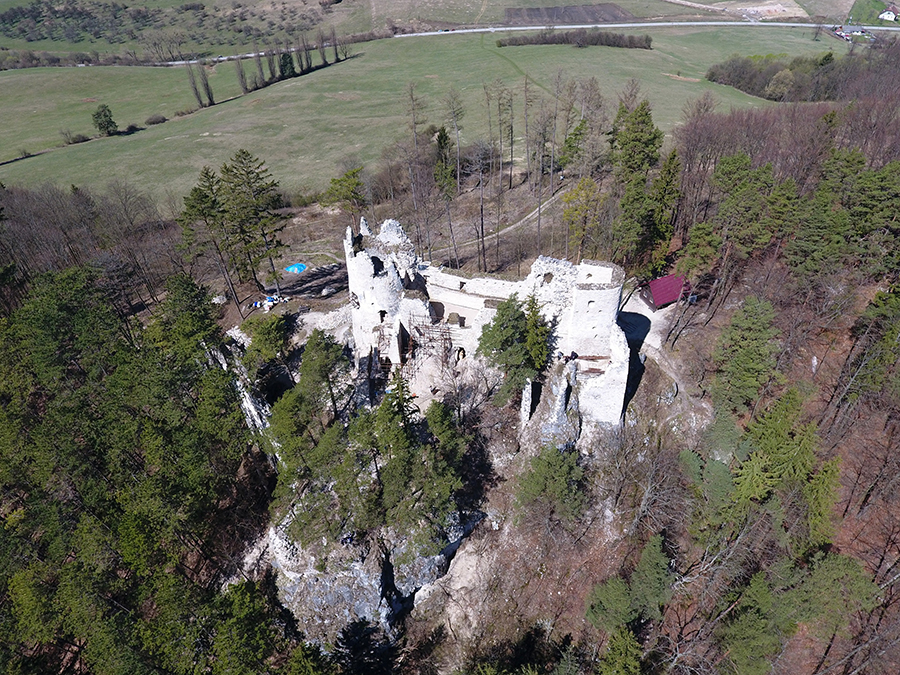
Blatnica vára - légi fotó

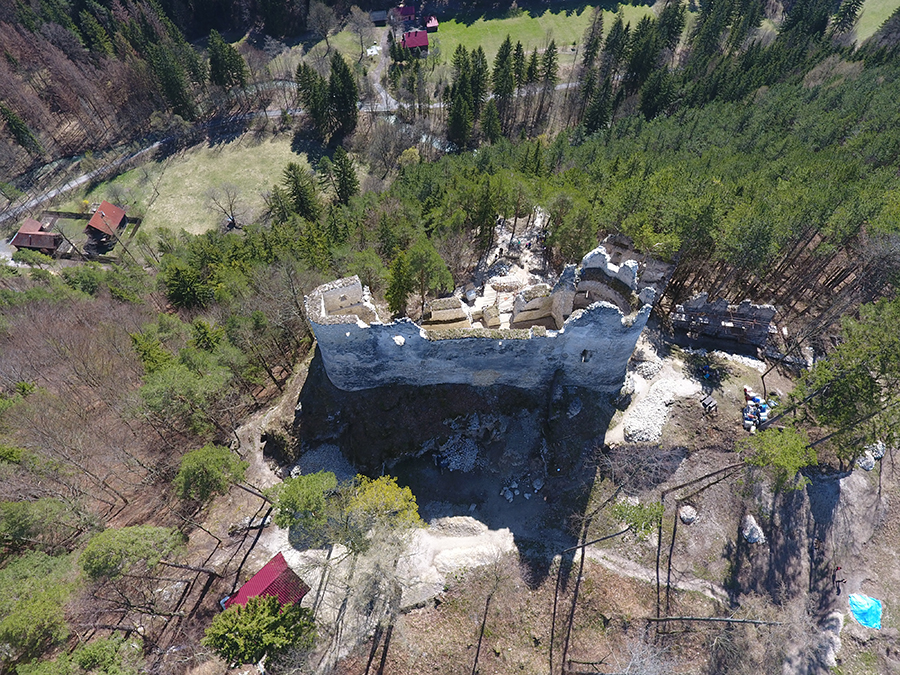
Blatnica vára - légi felvétel

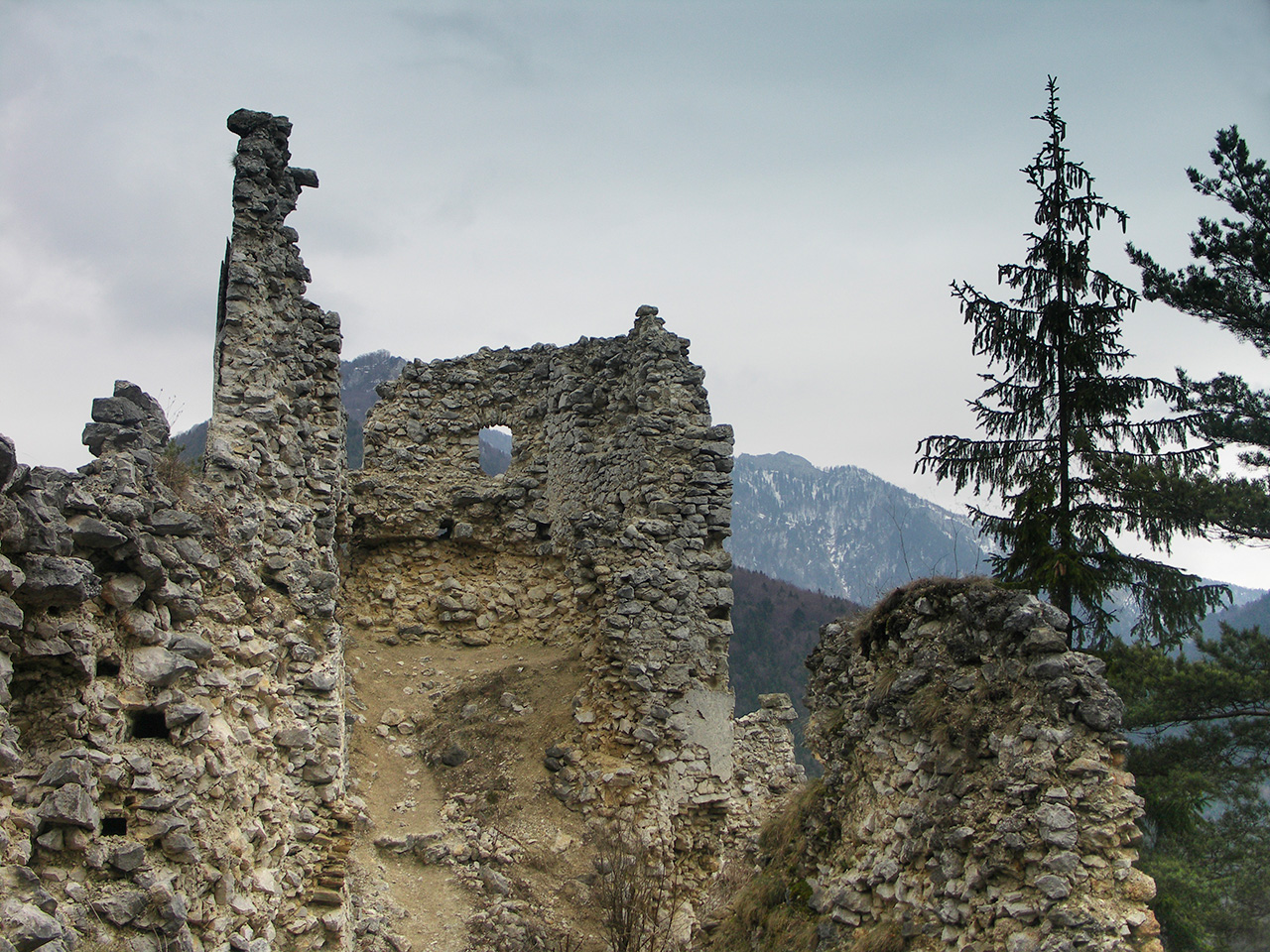
Blatnica várának romjai

Blatnica község Szlovákiában, a Zsolnai kerület Turócszentmártoni járásában.

## Fekvése
Turócszentmártontól 18 km-re délre található, Szebeszló (szk. Sebeslavce) tartozik hozzá.

## Története
A mai község területén már az újkőkorban éltek emberek. A Mažaná-barlangban és a Na vyhni barlangokban a vonaldíszes kerámia népének maradványait találták. A bronzkori lausitzi kultúra népének temetőjét, kora bronzkori bronzeszközöket és cserépmaradványokat, latén kori településnyomokat, valamint a Nagymorva birodalom időszakából szláv sírokat tártak fel.
A települést 1230-ban említi először oklevél. 1252-ben „Blathnicha” néven írják. Vára valószínűleg a tatárjárás után épült. 1300 körül Berzevicei Péter tulajdonában találjuk. 1323-ban „Blatnicze” megnevezéssel említik. 1342-ben Doncs Péter birtoka. 1361-ben „Plathnicha” néven szerepel az írott forrásokban. 1377-ben a falut és a várat királyi birtokként említik. A falu a váruradalomhoz tartozott. 1403-ban Luxemburgi Zsigmond a szentmiklósi Pongrácz családnak adta. A 15. században több birtokosa volt, így a Neczpáli, Komorói, Ernst, Onofri, Csécsényi és Szapolyai családok. A vár uradalmi központ, melyhez 17 falu tartozott. 1539-től 1945-ig a vár és a falu is a Révayaké volt. Lakói földműveléssel, kézművességgel, olajárusítással foglalkoztak. A Rákóczi-szabadságharc idején kuruc őrség állomásozott benne, de a vár 1708. november közepén harc nélkül került a császáriak kezére. A falunak 1715-ben 37 adózó családja volt. 1720-ban 49 háztartás adózott. 1744-ben még kijavították a várat. A falunak 1785-ben 117 háza és 1143 lakosa volt. Lakói gyógyolaj készítéssel, házalással, erdei munkákkal foglalkoztak. A vár 1790-ben már lakatlan. A birtokosok a falubeli, 18. század végi barokk kastélyba költöztek, a vár azóta pusztul.
A 18. század végén Vályi András így ír róla: „BLATNICZA. Régi Vár, és tót falu Túrotz Vármegyében, birtokosai Gróf Révay, és Báró Prónai Uraságok, lakosai katolikusok, fekszik a’ régi Vár alatt, Netzpalnak szomszédságában, mellynek filiája, folyó vizén fűrész, és őrlő malma van. Határbéli szántó földgyei jók, gazdagok, és könnyen mivelhetők, réttyei hasznosak, fájok tűzre, és épűletre, legelőjök elég, piatzok Mosótzon, ’s a’ Bánya Városokban is pénzt kereshetnek, első Osztálybéli."
Fényes Elek 1851-ben kiadott geográfiai szótárában így ír a faluról: „Blatnicza, tót falu, Thurócz vármegyében, egy kies vidéken Sz.-Mártontól délkeletre 2 mfdnyire. – Számlál 56 kath., 1087 evang. lakost. Evang. anyatemplom. Patakján fürész- és kalló malmok. Hegyein levő zsiros legelője sok juhot, tehenet táplál; erdeje igen szép; 1 fertálynyi távolságra szemlélhetni egy meredek kősziklán épült régi Blatniczai várnak düledékét; a közel lévő Tiszta hegyéről pedig tiszta időben a Posonyi várat is beláthatni. F. u. b. Révay és Prónay fam. s feje egy uradalomnak. Ut. p. Thurócz-Zsámbokrét."
1890 és 1910 között sokan kivándoroltak a tengerentúlra. A trianoni diktátumig Turóc vármegye Turócszentmártoni járásához tartozott.
A háború után lakói a közeli nagybirtokokon dolgoztak, illetve szövéssel, erdei munkákkal foglalkoztak.

## Népessége
| Év:            | 1994. | 2004.   | 2014.   | 2024.    |
| -------------- | ----- | ------- | ------- | -------- |
| Emberek száma: | 856   | 875     | 911     | 1074     |
| Eltérés:       |       | +2,21 % | +4,11 % | +17,89 % |

| Év:            | 2023. | 2024.   |
| -------------- | ----- | ------- |
| Emberek száma: | 1081  | 1074    |
| Eltérés:       |       | -0,64 % |

1880-ban 1166 lakosából 1076 szlovák, 35 német, 6 magyar, 1 ruszin, 8 egyéb anyanyelvű és 40 csecsemő volt.
1910-ben a falut 1057-en lakták, ebből 978 szlovák, 36 német, 28 ruszin, 10 magyar és 5 egyéb anyanyelvű volt.
2011-ben 911 lakosából 895 szlovák volt.
2021-ben 1021 lakosából 990 (+2) szlovák, 3 magyar, 2 ruszin, 16 egyéb és 10 ismeretlen nemzetiségű volt.

## Neves személyek
- Itt hunyt el 1685-ben Tarnóczi Márton evangélikus püspök.
- Itt született 1820-ban Révay Simon turóc vármegyei főispán, országgyűlési képviselő, királyi kamarás.
- Itt született 1846-ban Matúš Dula szlovák politikus.

## Nevezetességei
- Itt találhatták a 19. században előkerült MNM-ban őrzött leleteket (lásd. blatnicai lelet).
- A Blatnica-patak völgye fölé emelkedő hegycsúcson állnak Blatnica várának romjai.
- Klasszicista evangélikus temploma 1785–86-ban épült.
- Barokk-klasszicista kastélya a 18. század első felében épült.
- Késő barokk stílusú kastélya 18. századi.
- Izabel Textorišová botanikus háza.
- Karol Plicka fotóművész múzeuma.
- A községben minden évben megrendezik a Turóci Nemzeti Kulturális Napokat.
- Dámvad-farmok. Az 1990-es évek kezdetén 78 hektáros területen két dámvad-farmot létesítettek.